# Ar-Rusajfa
Ar-Rusajfa (arab. الرصيفه) – miasto w Jordanii (muhafaza Az-Zarka); 291 tys. mieszkańców (2008). Ośrodek wydobycia fosforytów, fabryka nawozów. Czwarte pod względem wielkości miasto kraju.